# حمام گله‌داری
 حمام گله‌داری یکی از آثار تاریخی شهر بندرعباس واقع در بخش مرکزی شهرستان بندرعباس و یکی از نقاط دیدنی استان هرمزگان در جنوب ایران است. 
این حمام که در محله قلعه‌شاهی (اِوز‌ی‌ها) بندرعباس قرارگرفته در حال حاضر به عنوان موزه مردم‌شناسی استان هرمزگان در حال استفاده است.
این اثر تاریخی به شماره ۲۰۰۳ در فهرست آثار ملی، در سال ۱۳۷۴ خورشیدی به ثبت رسیده‌است.
حمام گله‌داری که به‌اشتباه تنها حمام‌ تاریخی‌ بندرعباس‌  نام‌گرفته و  پس از حمام گپ واقع در خیابان امام موسی صدر دومین حمام در بندرعباس بوده‌است.
پس از دهه ۱۳۴۰ و با آمدن لوله‌کشی شهری و حمام به منازل، کم‌کم این حمام به مکانی متروکه تبدیل‌شده بود تا اینکه در اوایل دهه ۱۳۷۰ توسط سازمان میراث‌فرهنگی، صنایع‌دستی و گردشگری در فهرست آثار ملی ثبت و احیا شده و در چند سال گذشته نیز یک دوره مرمت دیگر را گذرانده و امروز درِ آن در روزهای زوج و ساعاتی مشخص برای بازدید عموم باز است.
تا پیش از واگذاری ادارهٔ این بنای تاریخی به میراث فرهنگی، این حمام در دست مستاجرانی بود که قصدشان بیشتر تجارت بود و می‌خواستند از آنجا به‌عنوان انبار استفاده کنند و اگر به همان شکل پیش می‌رفت، شاید امروز تبدیل به یک ساختمان تجاری یا مسکونی می‌شد.

## پیشینهٔ تاریخی
زنده‌یاد شیخ احمد گله‌داری که از تاجران خیر و متمکن آن زمان بود، با نیت ارائه خدمات اجتماعی به مردم این مکان را تأسیس و به مسجد محل، معروف به مسجد گله‌داری‌ وقف کرد.
طیب نیکونام یکی از اهالی محله قلعه‌شاهی که در دوران کودکی در این حمام استحمام کرده و خاطرات زیادی از آن دارد دربارهٔ فعالیت این حمام گفته‌است: حمام گله‌داری در دو نوبت زنانه و مردانه فعال بود. در نوبت زنان کاملاً قرق می‌شد و زنان با تشریفات خاصی از صبح تا بعدازظهر خود را در حمام می‌گذراندند.
قدمت این حمام به دوره قاجاریه می‌رسد و تا اواخر قرن سیزدهم هجری قمری بر می‌گردد. این حمام را تجارتخانه حاج شیخ احمد گله‌داری ساخته و وقف  مسجد گله‌داری کرده‌است.
اداره حمام گله‌داری دووجهی است، وجه اصلی آن به دلیل اینکه وقف مسجد گله‌داری است، با تولیت اوقاف اداره شده و وقف‌نامه دارد و از جهت تاریخی و میراثی توسط سازمان میراث‌فرهنگی، صنایع‌دستی و گردشگری اداره می‌شود.

## مصالح ساخت حمام
از آنجا که این ناحیه دارای رطوبت بالایی است مصالح به‌کار رفته در این بنا بیشتر از سنگ‌های دریایی - اسفنجی و ساروج محلی و گچ دستکوب استفاده شده‌است. لازم به ذکراست که سنگ‌های اسفنجی که دارای قابلیت جذب رطوبت بالایی هستند از دریای همجوار تهیه می‌شده‌اند.
تنها عامل تخریب طبیعی بنا رطوبت بسیار بالای منطقه‌است و مصالح بکار رفته در کف حمام آجر فرش است.

## فضای معماری
فضای معماری حمام گله‌داری مانند سایر حمام‌های دیگر نواحی کویر مرکزی دارای فضاهای بینه، سر بینه، گرمخانه و خزینه‌است. بنا دارای پنج گنبد بزرگ و کوچک است.
در ورودی حمام گله‌داری راهرو هشتی کوچک قرار دارد تا دما و رطوبت، فضای داخلی تنظیم شود. فضای بینه به شکل هشت گوش ساخته شده و در اطراف آن چهار صفه یا سکوی نشیمن و رختکن دیده می‌شود. وسط سالن بینه حوضچه هشت ضلعی کوچک قرار دارد. فضای این قسمت باید سرد و خشک بوده زیرا فضای ورودی در ارتباط مستقیم با فضای خارج قرار می‌گرفت.

## میاندر و سربینه
ارتباط بین بینه و گرمخانه از طریق میاندر صورت می‌گیرد و فضای درون آن سرد و مرطوب است. سربینه فضای شست شو است و دو صفه یا سکوی نشیمن دارد و بخار اندرون به آن می‌رسد. سربینه به خزینه متصل می‌شود که فضایی گرم و خشک دارد.

## خزینه
محل گرم شدن آب مورد استفاده حمام  خزینه بوده‌است. در خزینه کانال‌هایی از سنگ و ساروج برای انتقال آبگرم به کلیه فضاها در نظر گرفته شده‌ است.

## سیستم گرمادهی و آبرسانی
سیستم گرمادهی حمام شامل انبار سوخت، آتشدان، دیگ، دودکش‌ها و گودال جمع‌آوری خاکستر است. فضای گرم‌کننده حمام که به علت نگهداری گرما در عمق زمین قرار گرفته‌است.
آب مصرفی حمام از چاهی به عمق ده متر که هنوز پابرجاست، تأمین می‌شده‌ است. در دوره‌ای هم که از آب برکه برای حمام استفاده می‌شده این عمل با استفاده از نیروی کمکی گاو که در مسیر (گاورو) «گوچی» که لهجهٔ محلی هرمزگانی «گاو و گوچه» گویند، یعنی چاه چرخ گاوی، دائم در حرکت بوده و آب را از چاه به انبار ذخیره آب می‌ریخته صورت می‌گرفته‌ است.

## روشنایی حمام
در وسط سقف حمام روزنه‌هایی به عنوان نورگیر در هر یک از فضاها وجود دارد که عمل نورگیری و تهویه در حمام توسط همین روزنه‌ها صورت می‌گرفت، بدین ترتیب که با بازو بسته کردن در فصولی ازسال دما و رطوبت داخل حمام را تنظیم می‌نمودند. 
این بنا سالیان زیادی به یک مکان متروکه تبدیل شده بود. در سال‌های اخیر میراث فرهنگی استان هرمزگان سعی بر این داشته تا ضمن حفظ، احیا و مرمت این بنای ارزشمند برای موزه مردم‌شناسی استان در نظر گرفته شود. بدین منظور در سال ۱۳۷۹ برای اولین بار مجسمه‌هایی در آن نصب شده که به فضای حمام رونقی دیگر بخشید.